# Ингар Йонсрюд
Ингар Йонсрюд (на норвежки: Ingar Johnsrud) е норвежки журналист и писател на произведения в жанровете криминален роман, трилър и детска литература.

## Биография и творчество
Ингар Йонсрюд е роден на 4 март 1974 г. в Осло, Норвегия. Израства в Холместран. Следва кинознание и журналистика. След дипломирането си работи във вестник Jarlsberg в Холместран. После работи в Норвежкото национално радио в Осло. През 2001 г. започва сътрудничество с вестник Verdens Gang (VG) за журналистически разследвания по темите политика и бизнес, за който работи в периода 2003 – 2005 г. в Стокхолм. От 2013 г. работи в списанието VG Helg, а от 2016 г. преминава на свободна практика като журналист, сценарист и автор.
Първият му роман „Виенското братство“ от поредицата „Фредрик Байер“ е издаден през 2015 г. В историята полицейският комисар Фредрик Байер и помощничката му от специалните служби Кафа Икбал разследват случай с изчезването на дъщерята на високопоставен политик. Дъщерята на политика е част от религиозна секта, в която, след кървава атака, е открита тайна лаборатория и свидетелства за дейността на братство от биолози, осъществявали опити в името на „расовата хигиена“ по време на Втората световна война. В конспиративния трилър се преплитат исторически събития със съвременната политическа реалност и страха от тероризма. Романът става бестселър и е издаден в над 20 страни по света. Следващите два трилъра от поредицата също са бестселъри.
През 2020 г. е издаден романът му „Кръстницата“. Лежалата от затвора за притежание на наркотици, Стела Свансон се връща в родното си селце Вике, за да погребе баща си Ринго, който се самоубил. С помощта на кръстницата си Естер преосмисля миналото си, но вместо успокоение открива заровени тайни и е принудена да отмъсти за близките си.
Ингар Йонсрюд живее със семейството си в Осло.

## Произведения

### Самостоятелни романи
- Gudmoren (2020)[1][2]
Кръстницата, изд.: ИК „Колибри“, София (2022), прев. Стефка Кожухарова

### Поредица „Фредрик Байер“ (Fredrik Beier)
1. Wienerbrorskapet (2015)[1][2]
Виенското братство, изд.: ИК „Колибри“, София (2017), прев. Радослав Папазов
2. Kalypso (2016)
Калипсо, изд.: ИК „Колибри“, София (2019), прев. Мария Николова
3. Korset (2018)
Кръстът, изд.: ИК „Колибри“, София (2021), прев. Стефка Кожухарова

### Детска литература
- Fargerne og den store honningkrigen (2018)[1]

### Екранизации
- 2020 Livstid – тв сериал, 1 епизод